# Schelde (Dill)
Die 12 km lange Schelde ist ein linker Nebenfluss der Dill im Lahn-Dill-Kreis, Mittelhessen. Sie ist der zentrale Fluss des nach ihr benannten Schelder Waldes im Westen des Gladenbacher Berglandes, den sie von Nordosten nach Südwesten durchfließt, um schließlich südlich von Dillenburg zu münden.

## Name
Der Name erscheint erstmals als Ortsname Shelte im Jahr 1274 in den schriftlichen Aufzeichnungen. Er leitet sich wohl vom germanischen Wort *skalda- für „seicht“ ab.

## Geographie

### Verlauf
Die Quelle der Schelde befindet sich südwestlich unweit der Angelburg (Berg), der mit 609 m höchsten Erhebung des Gladenbacher Berglandes, und in Nachbarschaft zum Gansbach-Quelllauf auf der Gemarkung Hirzenhain (Bahnhof), Gemeinde Eschenburg. Im folgenden Verlauf zunächst nach Westsüdwest tritt auch kurz die Grenze zur Nachbargemeinde Siegbach übers Ufer, bevor der Fluss nach Südwesten biegt und Dillenburger Gemarkung erreicht, die er bis zu seiner Mündung nicht verlassen wird.
Nachdem die Schelde auf ihren ersten 7 km weitgehend unberührte Waldlandschaften durchflossen hat, erreicht sie in Oberscheld die erste und einzige Rodung ihres Verlaufes. Von links fließt ihr hier die Tringensteiner Schelde zu, die bis dahin weder Siedlungen noch Straßen gesehen hat.
Nach weiteren zwei Kilometern Walddurchquerung, während deren von rechts der aus Eibach kommende gleichnamige Bach mündet, verlässt die Schelde in Niederscheld schließlich den Schelder Wald und tritt ins Untere Dilltal ein, wo sie alsbald von links in die Dill mündet.

### Nebenflüsse
Von Tringensteiner Schelde und Eibach abgesehen, sind alle Zuflüsse der Schelde Bäche von unter 2 km Länge.
Folgende Nebenflüsse fließen der Schelde zu:
| Name                   | Zufluss- seite | Länge [km] | Einzugs- gebiet [km²] | Mündungs- höhe [m. ü. NN] | Mündungs- ort                   | GKZ         |
| ---------------------- | -------------- | ---------- | --------------------- | ------------------------- | ------------------------------- | ----------- |
| Hermannsgrund Bach     | rechts         | 1,6        |                       | 363                       |                                 | 258456-181  |
| Rotseifen              | rechts         | 1,1        |                       | 355                       |                                 | 258456-3142 |
| Weiher-Bach            | rechts         | 1,4        |                       |                           |                                 | 258456-316  |
| Tretebach              | rechts         | 1,6        |                       | 318                       |                                 | 258456-392  |
| Tringensteiner Schelde | links          | 7,7        | 10,435                | 263                       | Oberscheld                      | 258456-6    |
| Rinkenbach             | links          | 1,5        |                       |                           | Oberscheld                      | 258456-72   |
| Eibach                 | rechts         | 5,8        | 6,284                 | 233                       | zwischen Ober- und Niederscheld | 258456-8    |

## Verkehr
Fast der komplette Lauf der Schelde wird von der Schelde-Lahn-Straße, Landesstraße 3042, begleitet. Diese macht sich die Nähe der Quellläufe von Gansbach und Schelde zunutze und überquert die Wasserscheide zwischen Oberer Lahn und Dill über die vergleichsweise sanften Steigungen bzw. Gefälle der beiden Flussläufe.
Den gleichen Überlegungen folgte die inzwischen stillgelegte Scheldetalbahn (Schelde-Lahn-Bahn), deren Gleise noch das Tal der Schelde säumen.

## Sprachliches
Der Vergleich der hessischen und der belgischen Gewässernamen zeigt eine Umkehrung der Hierarchie: Während in Hessen die Schelde in die Dill fließt und diese in die Lahn, fließt in Belgien die Laan (französisch: Lasne) in die Dijle (französisch: Dyle) und diese über die nur 12 km lange Rupel, gleichsam den gemeinsamen Unterlauf von Dijle und Nete, in die Schelde.